# Gillion de Trazegnies

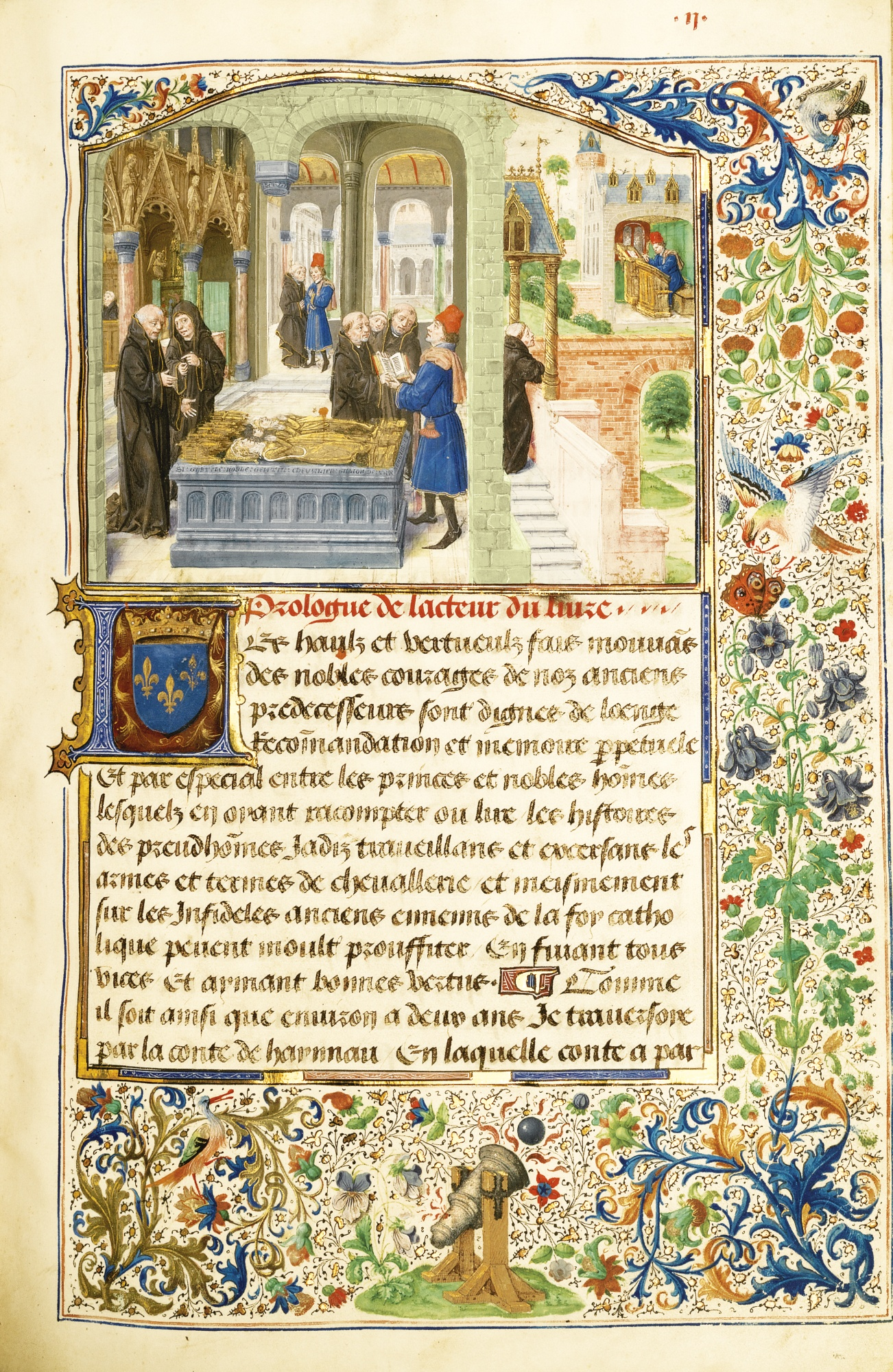
Frontispice (livre), de Gillion de Trazegnies pour Louis de Gruuthuse. Cette enluminure a été peinte par Liévin van Lathem. 1464.

Gillion de Trazegnies est un roman anonyme en prose écrit au XVe siècle à la cour de Bourgogne en l’honneur d'une grande famille du Hainaut, les Trazegnies. Il est dédié à Philippe le Bon.

## Résumé du roman
Gillion ne peut avoir d’enfants de Marie, sa femme. Pour prier Dieu de lui accorder enfin une descendance, Gillion part à Jérusalem où il est fait prisonnier, mais il est sauvé de la mort par Gratienne, la fille du sultan du Caire, qui s’éprend de lui.
En Hainaut, Marie a des jumeaux, Jean et Gérard, et quatorze ans passent ; Gillion ne revient pas et, se croyant veuf, il épouse Gratienne, la fille du sultan, alors que les jumeaux partent à sa recherche en Orient, (dans le texte l'Orient du Moyen Âge des croisades).
Ils le retrouvent enfin et lui disent que leur mère est toujours vivante. Il revient au pays, avec ses fils et Gratienne convertie au christianisme.
Les deux femmes entrent au couvent et y restent jusqu’à leurs derniers jours tandis que Gillion, appelé par le sultan, repart en Orient et meurt dans un combat.
Son cœur est enterré en Hainaut auprès de ses deux femmes.

## Contexte
Les Trazegnies composent un ancêtre illustre parmi les grands personnages de la famille pour faire entrer leur lignée dans la légende.
Les premières traces de la construction d’un mythe familial sont visibles dans le milieu populaire. Une légende orale accompagne l’étymologie de « Trazegnies », et des pièces de théâtre flamandes donnent la première version littéraire de l’histoire du chevalier bigame à partir du XIVe siècle.
La réception, tout d’abord locale, s’élargit à la noblesse bourguignonne. Au XVe siècle, à l’époque où le nom de « Trazegnies » décline justement, un roman en prose est composé pour glorifier leur lignée et ainsi affermir leur pouvoir.
Le roman n’est pas une commande familiale, mais une commande officielle de l’entourage du duc de Bourgogne. Ce roman s’inscrit dans le courant littéraire de l’époque et sert la propagande du duc Philippe le Bon : « Gillion de Trazegnies » se veut historique, comme les autres biographies chevaleresques du temps.
Les différents propriétaires des cinq manuscrits du roman renseignent sur le public visé : noblesse hennuyère et bourguignonne, et public clérical.
À travers l’apologie des Trazegnies, c’est toute la cour de Bourgogne qui est glorifiée dans le roman.

## Entre histoire et légende
Gillion de Trazegnies est un personnage romanesque qui mêle plusieurs personnages historiques, mais qui ne se rattache pas à un individu en particulier.
Parmi ces personnages historiques, citons :
- Gilles Ier de Trazegnies († 1161)
- Othon II de Trazegnies († 1192)
- Gilles de Trazegnies dit le Brun († 1276)

Encore aujourd’hui, certains pensent que le personnage du roman de « Gillion de Trazegnies » a réellement existé, mais il n’en est rien. Le personnage romanesque de Gillion est le résultat d’un mélange de traits historiques, folkloriques et mythiques.

## Édition
Le texte de ce roman fut longtempse inédit. On ne pouvait le lire que dans une édition unique du XIXe siècle, presque introuvable et fautive, ainsi que, partiellement, dans une thèse de Frances Horgan en 1985.
Aujourd'hui, on peut le lire en entier sans problème puisqu’il a été publié en 2011 par Stéphanie Vincent à la suite de l'étude des cinq manuscrits originaux de la Bibliothèque royale de Belgique à Bruxelles, de la collection particulière du duc de Croÿ-Dülmen en Allemagne, de la bibliothèque universitaire de Iéna et  de la collection particulière du Duc de Devonshire à Chatsworth en Angleterre.
Le prix de l'exemplaire original a été évalué aux alentours de 7 millions de dollars en décembre 2012, ce qui en fait un des livres les plus chers au monde à cette époque.
Zrinka Stahuljak, médiéviste, de ses études sur les notions de traduction et de médiation, remarque que ce livre montre un traducteur libre de ses mouvements, libre d'explorer le monde, et d'en relater ce qu'il découvre. Bien qu'imaginaire, il est en cela dans la lignée du Livre de Marco Polo. Alors que des personnalités comme Nicole Oresme travaillent sous la conduite d'un commanditaire, le héros de ce roman travaille à la littérature de sa propre initiative et de son propre plaisir ; il s'agit d'une tendance de fond de cette époque. Et le résultat, à savoir le livre qui raconte, devient un produit, que l'auteur prend l'initiative de transformer en quelque chose qui a une valeur, et peut le vendre. Et ce livre est comme doté de sa propre initiative : de même que l'auteur voyage, le livre voyage aussi. À cette époque, en Bourgogne, le marché du livre est en forte extension. Le livre, l'histoire, deviennent des acteurs d'échanges. -.

## Source et bibliographie
Stéphanie Vincent, « Le roman de Gillion de Trazegnies », Éditions Brepols, 2011 -  (ISBN 978-2-503-54072-6)